# احمد بهرامی (نماینده مجلس)
احمد بهرامی (متولد ۱۳۲۹ در پاوه) نماینده دوره اول مجلس شورای اسلامی از حوزه انتخابیه پاوه بود.
وی یکی از مؤسسان جماعت دعوت و اصلاح ایران شمرده می‌شود و نماینده اقوام اهل سنت در حمایت از آقای حسن روحانی (رئیس‌جمهور) می‌باشند.
ایشان از بنیانگزاران جماعت و از علمای بنام اهل سنت ایران در منطقهٔ اورامانات بوده که در میان مردم منطقه غرب کشور علی‌الخصوص کرمانشاه و کردستان دارای جایگاه ویژه ای از لحاظ مسائل اعتقادی و فرهنگی می‌باشند.
ایشان در اجرای پروژه‌های ساخت و ترمیم مساجد منطقه بسیار فعال بوده و در اختلافات و مشکلات عشیره ای و خانوادگی مردم به عنوان راهگشا و میانجی عمل کرده و همواره پیگیر مشکلات و مطالبات اهل سنت بوده و می‌باشند.
تعداد آراء: ۳۴٬۲۱۳ درصد آراء: ۵۲٫۰۰